# Angolanischer Samtfell-Flughund
Der Angolanische Samtfell-Flughund (Myonycteris angolensis, Synonym: Lissonycteris angolensis) ist eine kleine Flughundart, die mit fünf Unterarten in einem großen, disjunkten Verbreitungsgebiet im subsaharischen Afrika vorkommt.

## Merkmale

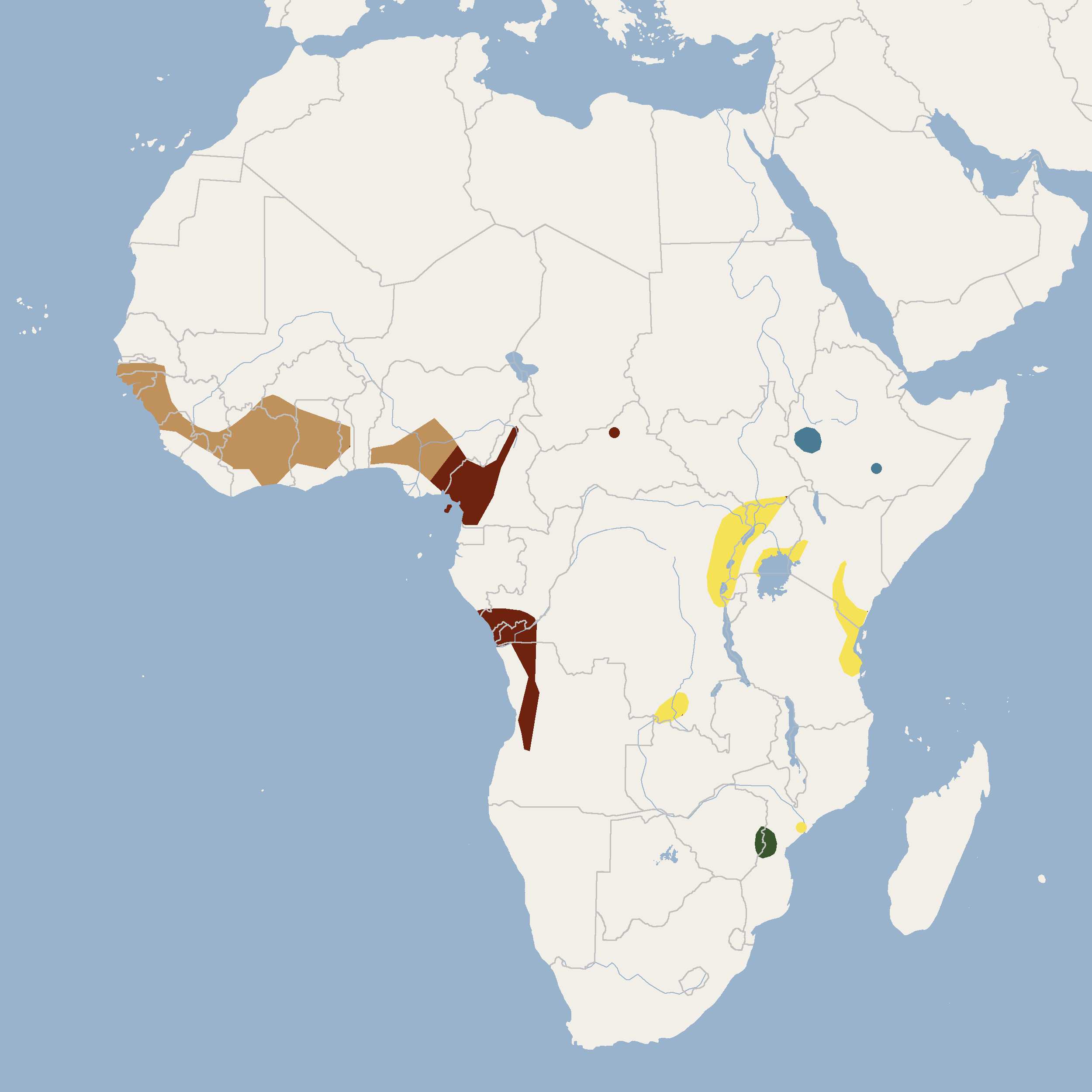
Verbreitungsgebiete der fünf Unterarten nach Happold (2013):
M. a. angolensis
M. a. goliath
M. a. petraea
M. a. ruwenzorii
M. a. smithi

Angolanische Samtfell-Flughunde sind relativ klein und erreichen eine Gesamtlänge (Schnauzenspitze bis Schwanzende) von 9 bis 14 cm und eine Flügelspannweite von etwa 20 cm. Der Schwanz ist mit einer Länge von 8 bis 21 mm eher kurz. Das Fell ist im Allgemeinen dunkelbraun, seidenweich und glanzlos. Es erstreckt sich bis auf die Oberarme. Der Kopf ist ohne weiße oder sonstige helle Zeichnungen. Das Rückenhaar kann dunkel rotbraun, dunkel goldbraun oder graubraun sein. Das Haar auf dem Kopf ist dunkler, das am Bauch etwas heller und grauer. Männchen und Weibchen ähneln sich hinsichtlich ihrer Größe und Färbung, lediglich auf der Kehle der Männchen finden sich derbe Haare, die den Weibchen fehlen. Die Ohren sind haarlos, dunkelbraun und an den Spitzen abgerundet. Die Flughaut ist dunkelbraun.

## Unterarten und Verbreitung
Der Angolanische Samtfell-Flughund (Myonycteris angolensis) kommt mit fünf Unterarten in einem großen, disjunkten Verbreitungsgebiet in Afrika südlich der Sahahra vor.
- Myonycteris angolensis angolensis, Angola bis zum Südosten Nigerias mit einer Verbreitungslücke in Gabun.
- Myonycteris angolensis smithii, Westafrika westlich von 2° Ost
- Myonycteris angolensis ruwenzorii, Ostafrika
- Myonycteris angolensis petraea, Süden des äthiopischen Hochlandes
- Myonycteris angolensis goliath, Grenzgebiet von Mosambik und Zimbabwe

## Lebensweise
Die Tiere leben in Regenwäldern, in Bergwäldern, Galeriewäldern und Waldsavannen vom Meeresspiegel bis in Höhen von 2200 Metern. In Regenwäldern leben sie mehr am Waldrand und das geschlossene Innere der Wälder ist von der Art unbesiedelt. Normalerweise kommen sie nur in Gebieten mit fruchttragenden Bäumen und mit geeigneten Wohnhöhlen vor. Sie fliegen langsam, sind sehr wendig und können deshalb durch dichte Vegetation fliegen. Dabei orientieren sie sich mit den Augen, Echoortung ist den Tieren nicht möglich.
Angolanische Samtfell-Flughunde verbringen den Tag in Höhlen, Bergwerksstollen, hohlen Baumstämmen oder in engen Spalten zwischen nah beieinander stehenden großen Felsen. Normalerweise schlafen sie in Gruppen von 2 bis 50, seltener auch bis zu 100 Exemplaren, in wenigen Fällen auch allein. Die Unterschlüpfe teilen sie manchmal mit Nilflughunden (Rousettus aegyptiacus), Maclauds Hufeisennase (Hipposideros maclaudi), der Gewöhnlichen Rundblattnase (Hipposideros caffer) und der Zyklopen-Rundblattnase (Hipposideros cyclops).
Der Angolanische Samtfell-Flughund ernährt sich von Früchten, die er direkt anfliegt, d. h. die Tiere landen nicht vorher und kriechen über Zweigen zu ihrer Nahrung. Bevorzugt werden weiche Früchte wie Feigen und die Früchte von Anthocleista, Chlorophora, Nachtschatten und Adenia, außerdem vom Menschen angebautes Obst, Früchte von Mangroven und Guaven. Im Unterschied zu anderen Flughunden hat man niemals beobachtet, dass der Angolanische Samtfell-Flughund Blüten aufsucht. Die Weibchen bekommen pro Geburt ein einzelnes Jungtier.

## Systematik
Der Angolanische Samtfell-Flughund wurde 1898 durch den portugiesischen Zoologen José Vicente Barbosa du Bocage als Cynonycteris angolensis erstbeschrieben, und 1912 durch Andersen der monotypischen Gattung Lissonycteris zugeordnet. Inzwischen wird er der Gattung der Halskrausenflughunde (Myonycteris) zugeordnet. Einige Wissenschaftler sind der Ansicht, dass die Unterarten M. a. goliath, M. a. petraea und M. a. smithi eigenständige Arten darstellen. Die Unterschiede zwischen der Nominatform und den Unterarten könnten jedoch auch eine klinale (allmähliche) Veränderung eines biologischen Merkmals parallel zu einem Ökogradienten sein. Im Jahr 2007 wurde aus Malawi ein Exemplar beschrieben, das sowohl Merkmale von M. a. goliath als auch von M. a. ruwenzorii aufwies.